# Police Force: An Inside Story
Police Force: An Inside Story è un film del 2004 diretto da Dilip Shukla.

## Colonna sonora
1. Sonu Nigam, Alka Yagnik – Rafta Rafta" – 4:44
2. Abhijeet Bhattacharya, Alka Yagnik – Dil Churaya – 5:36
3. Sonu Nigam, Sadhana Sargam – Chehre Mein – 4:38
4. Vinod Rathod, Sushma Shrestha – Maina Kunwari – 6:08
5. Richa Sharma – Chudiyaan – 4:53
6. Vinod Rathod – "Bholi Bhali Soorat Se
7. Vinod Rathod, Sushma Shrestha – "Maina Kunwari - 2 – 6:08
8. Shreya Ghoshal – "Aahi Re Mai" – 6:12